# Ticky Holgado
 (mai 2020).
Si vous disposez d'ouvrages ou d'articles de référence ou si vous connaissez des sites web de qualité traitant du thème abordé ici, merci de compléter l'article en donnant les références utiles à sa vérifiabilité et en les liant à la section « Notes et références ».
Joseph Holgado, dit Ticky Holgado, est un acteur, chanteur et musicien français, né le 24 juin 1944 à Toulouse et mort le 22 janvier 2004 à Paris 16e.

## Biographie
Joseph Holgado se lance à 16 ans dans la musique à Toulouse sous le nom de « Ricky James » (« Ricky » pour Ricky Nelson et « James » pour James Dean, ses idoles). Lors d'une représentation, le présentateur s'est trompé de nom en prononçant « Ticky » et le surnom est resté.
En 1962, Ticky Holgado rejoint à Paris son ami Mike Shannon, le nouveau chanteur des Chats sauvages qui cartonne avec le tube Derniers baisers. En 1963, il est embauché par Claude François comme secrétaire particulier et homme de confiance jusqu'en 1965.
En 1966 et durant deux ans, toujours comme homme de confiance, il travaille pour Johnny Hallyday et devient un de ses meilleurs amis. Durant cette période, il rencontre Jimi Hendrix avec qui il se lie d'amitié.
Au début des années 1970, il est le manager du groupe Martin Circus, interprète de Je m'éclate au Sénégal, et du groupe Blues Convention (L'aveugle, God Is Just A Legend). Durant cette décennie, Ticky Holgado fait de brèves apparitions au cinéma. C'est le cinéaste Max Pécas, en 1980, qui lui donne son premier vrai rôle au cinéma dans le film Belles, blondes et bronzées. Si le film n'est pas un succès, en revanche, il révèle Ticky Holgado à d'autres cinéastes, dont Patrice Leconte (Circulez y'a rien à voir, 1983), Claude Zidi (Les Ripoux, 1984), Claude Berri (Manon des sources, 1986), Gérard Jugnot (Sans peur et sans reproche, 1988).
Avec Delicatessen en 1990, de Jean-Pierre Jeunet et Marc Caro, Ticky Holgado voit son talent de comédien reconnu. Gérard Jugnot écrit pour lui le personnage du clochard que rencontre le cadre au chômage devenu SDF (joué par Jugnot lui-même) dans Une époque formidable... (1991). Ce rôle vaut au comédien une consécration populaire et artistique.

L'acteur tourne au total une soixantaine de films, notamment de Gérard Oury, Henri Verneuil, Édouard Molinaro, Gérard Lauzier (Le Plus Beau Métier du monde, 1996), Claude Lelouch (Hommes, femmes, mode d'emploi, 1996), Bertrand Blier (Les Acteurs, 1999), Jean-Pierre Jeunet (Le Fabuleux Destin d'Amélie Poulain, 2001 ; Un long dimanche de fiançailles, 2004), ou encore Gérard Jugnot (Monsieur Batignole, 2002).

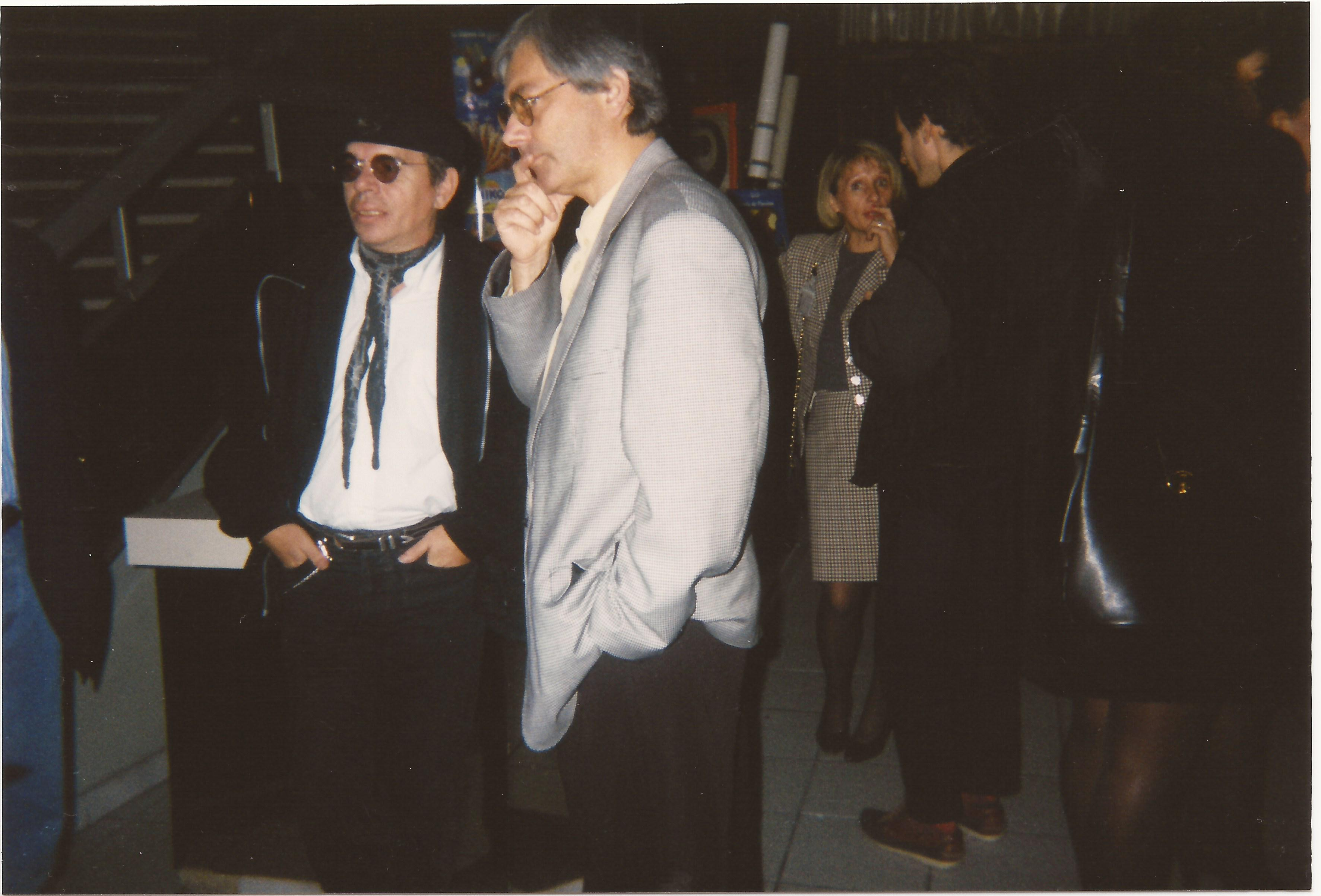
Ticky Holgado présent au Festival des passions d'Aubagne en compagnie du directeur du Festival Charles Villani.

Il est nommé pour le césar du meilleur second rôle masculin en 1992 pour Une époque formidable... de Gérard Jugnot et en 1996 pour Gazon maudit de Josiane Balasko. Il reçoit de multiples propositions mais reste très sélectif et rigoureux sur celles-ci, ne voulant pas cautionner de mauvais scénarios qui, finalement, lui auraient porté tort.

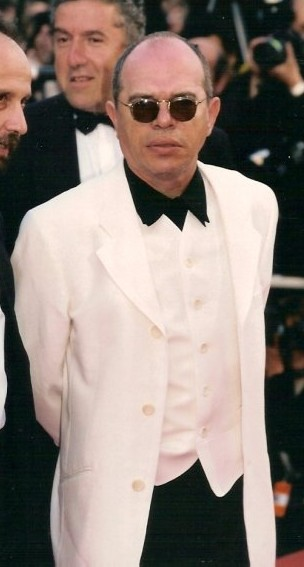
Ticky Holgado au Festival de Cannes 1997.

En 1999, il reprend ses activités musicales, et enregistre, avec les Clap Shooters, l'album Barock'N'Drole.
Ticky Holgado n'a jamais eu le temps de concrétiser son projet de film racontant l'histoire d'un Toulousain parti en Chine ouvrir un restaurant de cassoulet et devenu star.
En septembre 2003, l'acteur, gros fumeur, malade, annonce la rémission de son cancer du poumon, qui avait considérablement raréfié ses apparitions à l'écran depuis 2000. Le 5 janvier 2004, il vient de commencer le tournage du nouveau film de Claude Lelouch, Les Parisiens, alors qu'il souffre depuis plusieurs mois d'une rechute, à la suite de laquelle il meurt le 22 janvier 2004.
Il laisse un message posthume, sous la forme d'un document, réalisé par son ami Claude Lelouch. Ce document le montre sur son lit d'hôpital après qu'on lui a enlevé sa quatrième tumeur cancéreuse. Holgado y déclare : « Il faut dire aux gens qu’il faut complètement arrêter de fumer. »
Ticky Holgado repose au cimetière du Père-Lachaise (45e division). L'épitaphe gravée sur sa tombe est : « Il est parti comme il a vécu, comme un ange ».

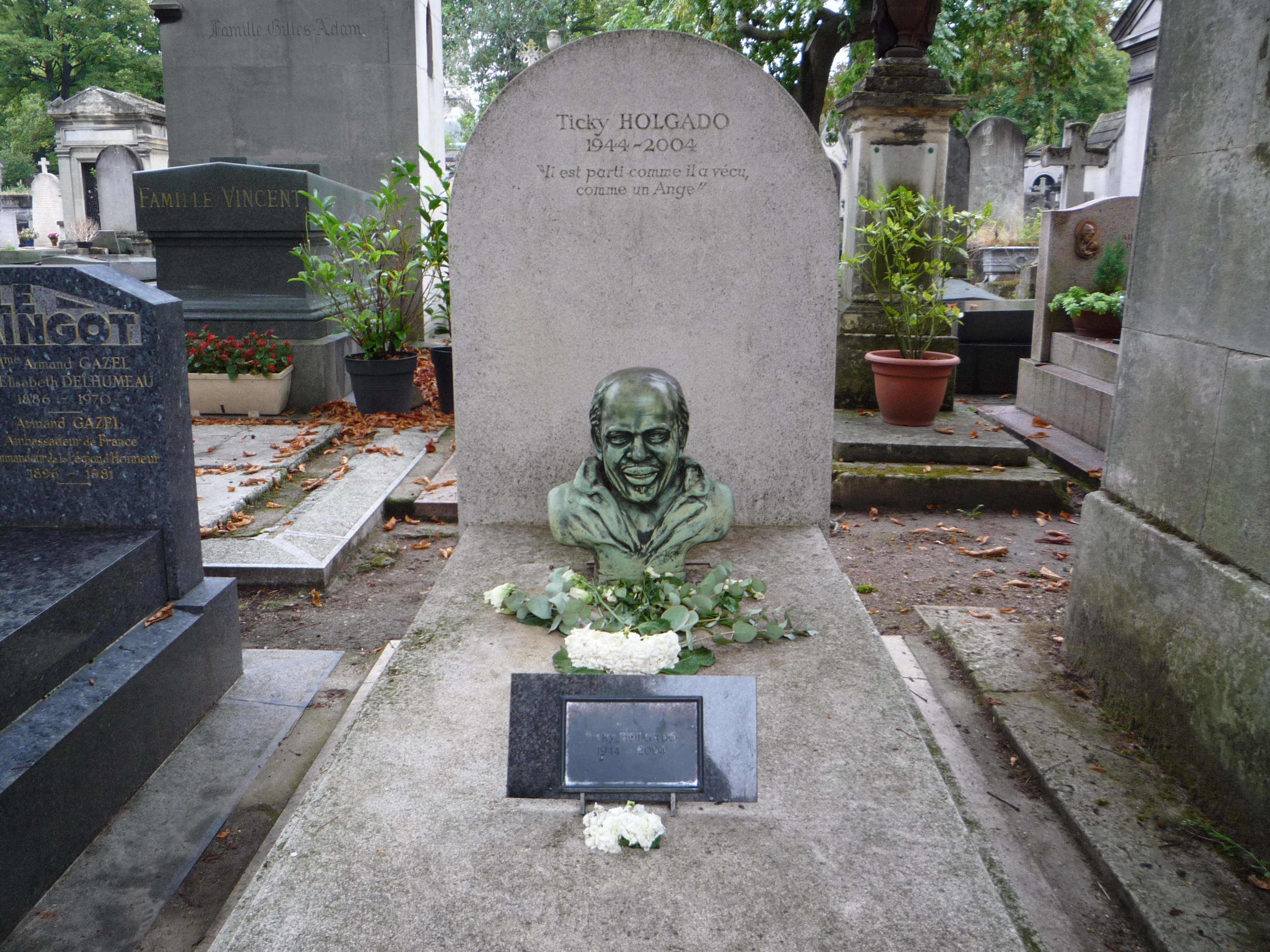
Tombe de Ticky Holgado au cimetière du Père-Lachaise, à Paris.

## Vie privée
Il a eu une fille, Jessica, avec Edith de Vélennes

## Filmographie

### Cinéma
- 1980 : Putain d'histoire d'amour de Gilles Béhat avec Richard Berry, Mirella D'Angelo
- 1980 : Madame Claude 2 de François Minet
- 1980 : Rencontre des nuages et du dragon de Lam Lé - (court métrage)
- 1980 : Les Surdoués de la première compagnie de Michel Gérard avec Bernard Lavalette, Hubert Deschamps
- 1981 : Belles, blondes et bronzées de Max Pécas avec Philippe Klébert, Xavier Deluc
- 1981 : Comment draguer toutes les filles... de Michel Vocoret
- 1982 : On n'est pas sorti de l'auberge de Max Pécas
- 1983 : Circulez y a rien à voir ! de Patrice Leconte
- 1983 : Les Branchés à Saint-Tropez de Max Pécas avec Olivia Dutron, Xavier Deluc
- 1983 : Les Planqués du régiment de Michel Caputo
- 1983 : On l'appelle Catastrophe de Richard Balducci avec Michel Leeb, Darry Cowl
- 1983 : Le Juge de Philippe Lefebvre
- 1984 : D'amour et d'eau chaude de Jean-Luc Trotignon - (court métrage)
- 1984 : Comment draguer tous les mecs de Jean-Paul Feuillebois
- 1984 : Mesrine de André Génovès
- 1984 : Le Fou du roi de Yvan Chiffre avec Diane Bellego, Gaëtan Bloom
- 1984 : Les Ripoux de Claude Zidi avec Thierry Lhermitte, Philippe Noiret
- 1984 : Adieu blaireau de Bob Decout
- 1985 : Les Rois du gag de Claude Zidi
- 1985 : Brigade des mœurs de Max Pécas avec Thierry Carbonnières, Jean-Marc Maurel
- 1986 : Bleu comme l'enfer d'Yves Boisset avec Lambert Wilson, Tcheky Karyo, Agnès Soral
- 1986 : Manon des sources (Jean de Florette IIe partie) de Claude Berri avec Yves Montand, Daniel Auteuil
- 1986 : Le bonheur a encore frappé de Jean-Luc Trotignon
- 1986 : Nuit d'ivresse de Bernard Nauer
- 1986 : Le goûter chez Niels de Didier Martiny - (court métrage)
- 1986 : Lévy et Goliath de Gérard Oury
- 1987 : Les Keufs de Josiane Balasko avec Josiane Balasko, Isaach Bankolé
- 1987 : Sale Destin de Sylvain Madigan
- 1988 : Sans peur et sans reproche de Gérard Jugnot avec Rémi Martin, Roland Giraud
- 1990 : Le Château de ma mère d'Yves Robert avec Julien Ciamaca, Philippe Caubère
- 1990 : Le Mari de la coiffeuse de Patrice Leconte avec Jean Rochefort, Anna Galiena
- 1990 : Uranus de Claude Berri avec Michel Blanc, Gérard Depardieu
- 1991 : Delicatessen de Jean-Pierre Jeunet, Marc Caro avec Dominique Pinon, Marie-Laure Dougnac
- 1991 : Ma vie est un enfer de Josiane Balasko avec Daniel Auteuil, Josiane Balasko
- 1991 : Mayrig de Henri Verneuil avec Richard Berry, Claudia Cardinale
- 1991 : Les Secrets professionnels du docteur Apfelglück de Alessandro Capone, Stéphane Clavier avec Josiane Balasko, Alain Chabat
- 1991 : Une époque formidable… de Gérard Jugnot avec Richard Bohringer, Victoria Abril
- 1992 : De justesse de Pascal Graffin - (court métrage)
- 1992 : Justinien Trouvé ou le Bâtard de Dieu de Christian Fechner avec Pierre-Olivier Mornas, Bernard-Pierre Donnadieu
- 1992 : Le Souper de Édouard Molinaro avec Claude Brasseur, Claude Rich
- 1993 : Tango  de Patrice Leconte
- 1993 : Drôles d'oiseaux de Peter Kassovitz
- 1993 : L'Honneur de la tribu de Mahmoud Zemmouri
- 1994 : Tombés du ciel de Philippe Lioret avec Jean Rochefort, Marisa Paredes
- 1994 : Gazon maudit de Josiane Balasko avec Victoria Abril, Josiane Balasko
- 1995 : Les Drôles de Blackpool (Funny bones) de Peter Chelsom avec Oliver Platt, Oliver Reed
- 1995 : Lumière et Compagnie de Lasse Hallström, Abbas Kiarostami avec Pernilla August, Romane Bohringer
- 1995 : La Cité des enfants perdus de Jean-Pierre Jeunet, Marc Caro avec Ron Perlman, Judith Vittet
- 1995 : Les Misérables de Claude Lelouch avec Jean-Paul Belmondo, Michel Boujenah
- 1995 : Pourvu que ça dure de Michel Thibaud
- 1995 : Les Milles (le train de la liberté) de Sebastien Grall avec Philippe Noiret, Rüdiger Vogler
- 1996 : Amour et Confusions de Patrick Braoudé avec Patrick Braoudé, Kristin Scott Thomas
- 1996 : Nous sommes tous des anges de Simon Lelouch - (court métrage)
- 1996 : Hommes, femmes : mode d'emploi Claude Lelouch
- 1996 : Le Plus Beau Métier du monde de Gérard Lauzier avec Gérard Depardieu, Michèle Laroque
- 1997 : Chasse au rhinocéros à Budapest (Rhinoceros Hunting in Budapest) de Michael Haussman avec Nick Cave
- 1998 : Que la lumière soit ! de Arthur Joffé avec Hélène de Fougerolles, Tchéky Karyo
- 1999 : Le Schpountz de Gérard Oury avec Smaïn, Sabine Azéma
- 1999 : Prison à domicile de Christophe Jacrot avec Jean-Roger Milo, Hélène Vincent
- 1999 : Le Sourire du clown d'Éric Besnard avec Bruno Putzulu
- 2000 : Les Acteurs de Bertrand Blier avec Pierre Arditi, Josiane Balasko
- 2000 : Meilleur Espoir féminin de Gérard Jugnot avec Bérénice Bejo, Gérard Jugnot
- 2000 : Le Fabuleux Destin d'Amélie Poulain de Jean-Pierre Jeunet avec Audrey Tautou, Mathieu Kassovitz
- 2001 : Trois Zéros de Fabien Onteniente avec Samuel Le Bihan, Gérard Lanvin
- 2001 : And Now... Ladies and Gentlemen de Claude Lelouch avec Jeremy Irons, Patricia Kaas
- 2001 : Monsieur Batignole de Gérard Jugnot avec Gérard Jugnot, Jules Sitruk
- 2001 : Station 137 de Bruno François-Boucher
- 2001 : Le Barbier de Jon Carnoy - (court métrage)
- 2002 : Philosophale de Farid Fedjer avec  Yves Rénier
- 2002 : Le Temps du RMI de Farid Fedjer avec  Laure Sinclair
- 2002 : Les Gaous de Igor Sékulic
- 2002 : Diesel nostalgie de Laurent Germain Maury - (court métrage)
- 2003 : Tais-toi ! de Francis Veber avec Jean Reno, Gérard Depardieu
- 2003 : Les Clefs de bagnole de Laurent Baffie
- 2003 : Gambler, le jeu de cartes de Elphin Delphes-Lopez
- 2004 : Les Parisiens / Le genre humain de Claude Lelouch avec Massimo Ranieri, Maïwenn
- 2004 : Un long dimanche de fiançailles de Jean-Pierre Jeunet avec Audrey Tautou, Gaspard Ulliel

### Télévision
- 1985 : La Mariée rouge de Jean-Pierre Bastid
- 1987 : Les Enquêtes du commissaire Maigret, épisode : Un échec de Maigret de Gilles Katz
- 1988 : Mise à l'index, épisode de Sueurs froides de Bernard Nauer - Le vigile
- 1990 : Les Enquêtes du commissaire Maigret, épisode : Stan le tueur de Philippe Laïk
- 1993 : Un otage de trop de Philippe Galland, avec Stéphane Freiss
- 2003 : Mort en salle, épisode de Le juge est une femme de Stéphane Kappes
- 2003 : Lagardère, téléfilm en deux parties, réalisé par Henri Helman - Passepoil
- 2005 : La Tête haute / Un foutu caractère (téléfilm) de Gérard Jourd'hui avec Eddy Mitchell, Mylène Demongeot

## Théâtre
- 1991 : Ornifle ou le Courant d'air  de Jean Anouilh, mise en scène Patrice Leconte, Théâtre des Bouffes-Parisiens
- 1993 : Tailleur pour dames de Georges Feydeau, mise en scène Bernard Murat, Théâtre de Paris

Ticky Holgado fut un des piliers de la Ligue d'Improvisation Française.

## Discographie
- 1969 : Sad Harold / Aere Perennius (Disc AZ SG 101) (avec Docdaïl)
- 1970 : Stone Me / Why Do You Cry (Disc AZ SG 149) (avec Docdaïl)
- 1974 : C'est chouette les clubes / Instrumental (Polydor 2056 334) (Sous le nom de Léon)
- 1975 : C'est chouette le rock / Instrumental (Polydor 2056 379) (Sous le nom de Léon)
- 1979 : Rugby twist / Comment (Vogue 45 X 1 139) (Sous le nom de Léon)
- 1999 : Barock'N'Drole (WEA)  (Ticky Holgado et les Clap Shooters)

## Publication
- Trente Ans de merdier, autobiographie.
- Ce titre sera utilisé pour la prétendue biographie rédigée par Serge (interprèté par Ticky Holgado) dans Tombés du ciel.

## Distinctions

### Nominations
- César 1991 : César du meilleur second rôle masculin pour Une époque formidable...
- César 1996 : César du meilleur second rôle masculin pour Gazon maudit